# Boullarre
Pour les articles ayant des titres homophones, voir Boulard et Boullard.
Boullarre est une commune française située dans le département de l'Oise en région Hauts-de-France. 

## Géographie

### Description
Boullarre est un village rural du Valois/Multien dans l'Oise, proche de la Seine-et-Marne, situé à 15 km au sud-est de Crépy-en-Valois, trente au nord-ouest de Château-Thierry, vingt au nord de Meaux et 56 km au nord-est de Paris.au

### Géologie et relief
Le territoire de Boullarre est essentiellement implanté sur le plateau agricole du Multien, marqué par une dépression assez profonde au nord du territoire communal constituée par la vallée de la Grivette.
Le long de la Grivette passe la Voie verte du Pays de Valois, qui relie Ormoy-Villers à Mareuil-sur-Ourcq.
Au milieu du XIXe siècle, le territoire de Boullarre était décrit comme constitué d'un « plateau d'étendue moyenne, qui s'incline vers le nord pour occuper les pentes ravinées de la vallée de Grivette ». En 2011, les 757 hectares du territoire communal comprennet 145 hectares de bois et forêts et 63 % environ consacrés aux terres de cultures ou de paturage, exploitées par des agriculteurs de la commune ou des villages voisins.
Le territoire communal se trouve sur le substrat calcaire du bassin parisien datant de l'ère tertiaire, constitué d'épaisses couches de calcaire coquilliers surmontés d'une strate de calcaire de Saint-Ouen. Le plateau est recouvert d'une épaisse ouche de limons sur lesquels sont implantés de champs de la grande culture céréalière et industrielle.

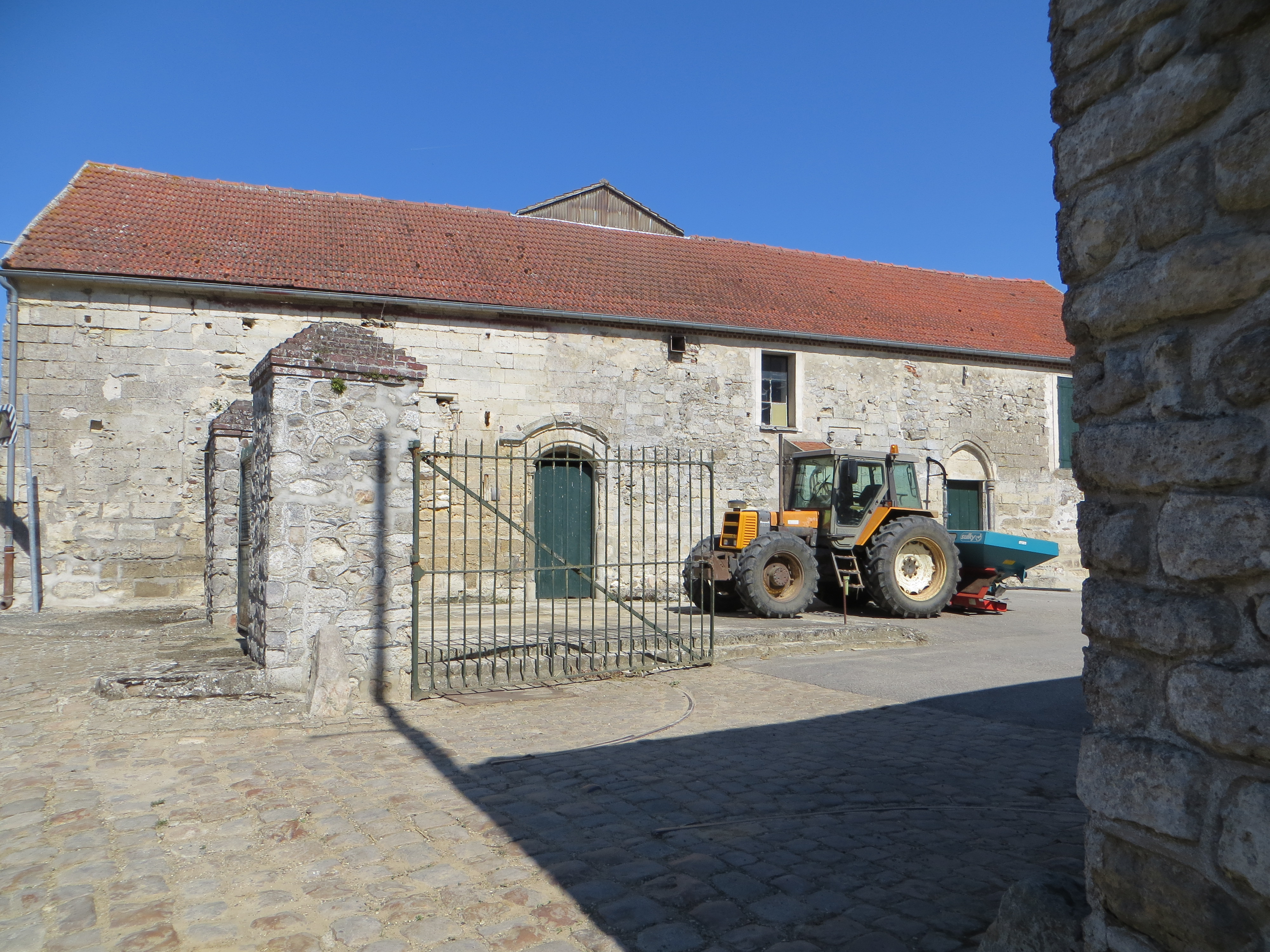
Ambiance du village : un corps de ferme ancien.

### Communes limitrophes
| Antilly  | Thury-en-Valois  |                    |
| Étavigny | Boullare         | Mareuil-sur-Ourcq  |
|          | Rosoy-en-Multien | Rouvres-en-Multien |

### Hydrographie
La commune est située dans le bassin Seine-Normandie. Elle est drainée par la Grivette,.
La Grivette, d'une longueur de 15 km, prend sa source dans la commune de Lévignen et se jette  dans le canal de l'Ourcq à Neufchelles, après avoir traversé huit communes. Le long de la Grivette se trouve une zone à dominante humide occupée par une végétation spontanée, des patures ou des milieux marécageux.

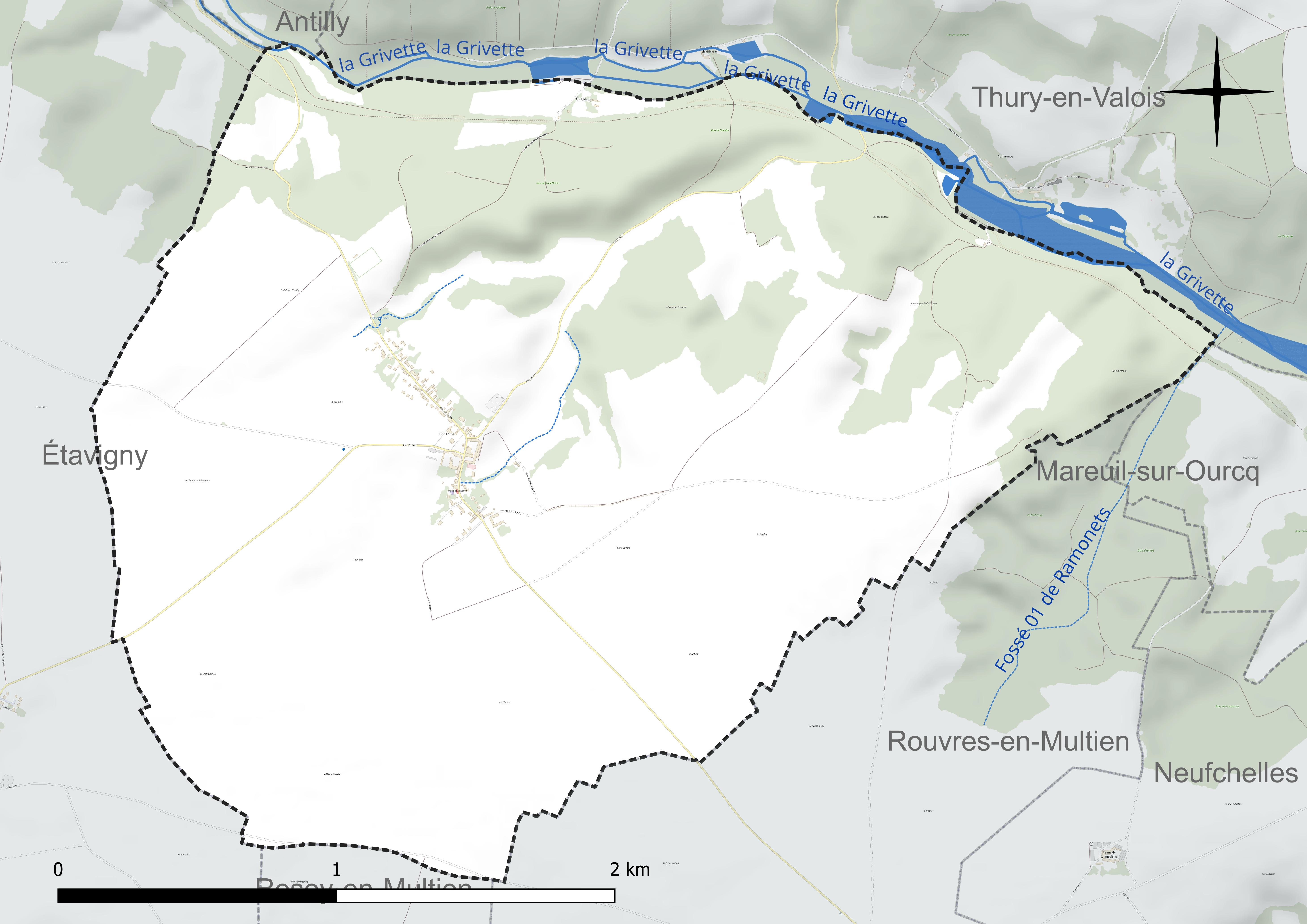
Réseau hydrographique de Boullarre.

### Climat
Pour des articles plus généraux, voir Climat des Hauts-de-France et Climat de l'Oise.
En 2010, le climat de la commune est de type climat océanique dégradé des plaines du Centre et du Nord, selon une étude du CNRS s'appuyant sur une série de données couvrant la période 1971-2000. En 2020, Météo-France publie une typologie des climats de la France métropolitaine dans laquelle la commune est exposée à un climat océanique altéré et est dans la région climatique Nord-est du bassin Parisien, caractérisée par un ensoleillement médiocre, une pluviométrie moyenne régulièrement répartie au cours de l'année et un hiver froid (3 °C).
Pour la période 1971-2000, la température annuelle moyenne est de 10,7 °C, avec une amplitude thermique annuelle de 15,3 °C. Le cumul annuel moyen de précipitations est de 740 mm, avec 11,3 jours de précipitations en janvier et 8,8 jours en juillet. Pour la période 1991-2020, la température moyenne annuelle observée sur la station météorologique la plus proche, située sur la commune du Plessis-Belleville à 19 km à vol d'oiseau, est de 11,4 °C et le cumul annuel moyen de précipitations est de 661,7 mm,. Pour l'avenir, les paramètres climatiques de la commune estimés pour 2050 selon différents scénarios d'émission de gaz à effet de serre sont consultables sur un site dédié publié par Météo-France en novembre 2022.

### Milieux naturels et biodiversité
Le nord du territoiure communal est concerné pour une large part par le périmètre de la Zone naturelle d'intérêt écologique, faunistique et floristique (ZNIEFF de type 1) de la basse-vallée de la Grivette.
On y constate la présence de plusieurs milieux remarquables, rares et menacés en Europe, relèvent de la Directive habitats de l'Union Européenne :
- la chênaie-charmaie acidocline du Lonicero periclymeni-Quercetum petraeae (type subatlantique méridional) ;
- la chênaie-charmaie à Jacinthe du Hyacinthoido non-scriptae-Fagetum sylvaticae (type subatlantique méridional à Tilia cordata) ;
- la chênaie-hêtraie du Fago sylvaticae-Quercetum petraeae (type subatlantique méridional) ;
- les pelouses et les lisières calcicoles..

qui abritent de nombreuses d'espèces végétales et animales de grande valeur patrimoniale, et où passent de grands mammifères, provenant notamment de la forêt de Retz
La flore comprend, entre autres la scutellaire naine (Scutellaria minor), le laiteron des marais (Sonchus palustris), le polystic à aiguillons (Polysticum aculeatum), le prunier à grappes (Prunus padus), le doronic à feuilles de plantain (Doronicum plantagineum)... Les animaux les plus remarquables sont, pour l'avifaune nicheuse : le martin-pêcheur (Alcedo atthis), le pic mar (Dendrocopos medius), le pic noir (Dryocopus martius) ou la bondrée apivore (Pernis apivorus) et le busard Saint-Martin (Circus cyaneus).
Boullarre est également  concerné par l'espace naturel sensible (ENS) de la basse vallée de la Grivette, considérée comme une zone humide d'intérêt départemental, aux termes du schéma départemental des ENS approuvé par le conseil général le 18 décembre 2008.

## Urbanisme

### Typologie
Au 1er janvier 2024, Boullarre est catégorisée commune rurale à habitat dispersé, selon la nouvelle grille communale de densité à sept niveaux définie par l'Insee en 2022.
Elle est située hors unité urbaine. Par ailleurs la commune fait partie de l'aire d'attraction de Paris, dont elle est une commune de la couronne,.

### Occupation des sols
L'occupation des sols de la commune, telle qu'elle ressort de la base de données européenne d'occupation biophysique des sols Corine Land Cover (CLC), est marquée par l'importance des territoires agricoles (67,3 % en 2018), en diminution par rapport à 1990 (70,7 %). La répartition détaillée en 2018 est la suivante : 
terres arables (67,3 %), forêts (29,3 %), zones urbanisées (3,4 %). L'évolution de l'occupation des sols de la commune et de ses infrastructures peut être observée sur les différentes représentations cartographiques du territoire : la carte de Cassini (XVIIIe siècle), la carte d'état-major (1820-1866) et les cartes ou photos aériennes de l'IGN pour la période actuelle (1950 à aujourd'hui).

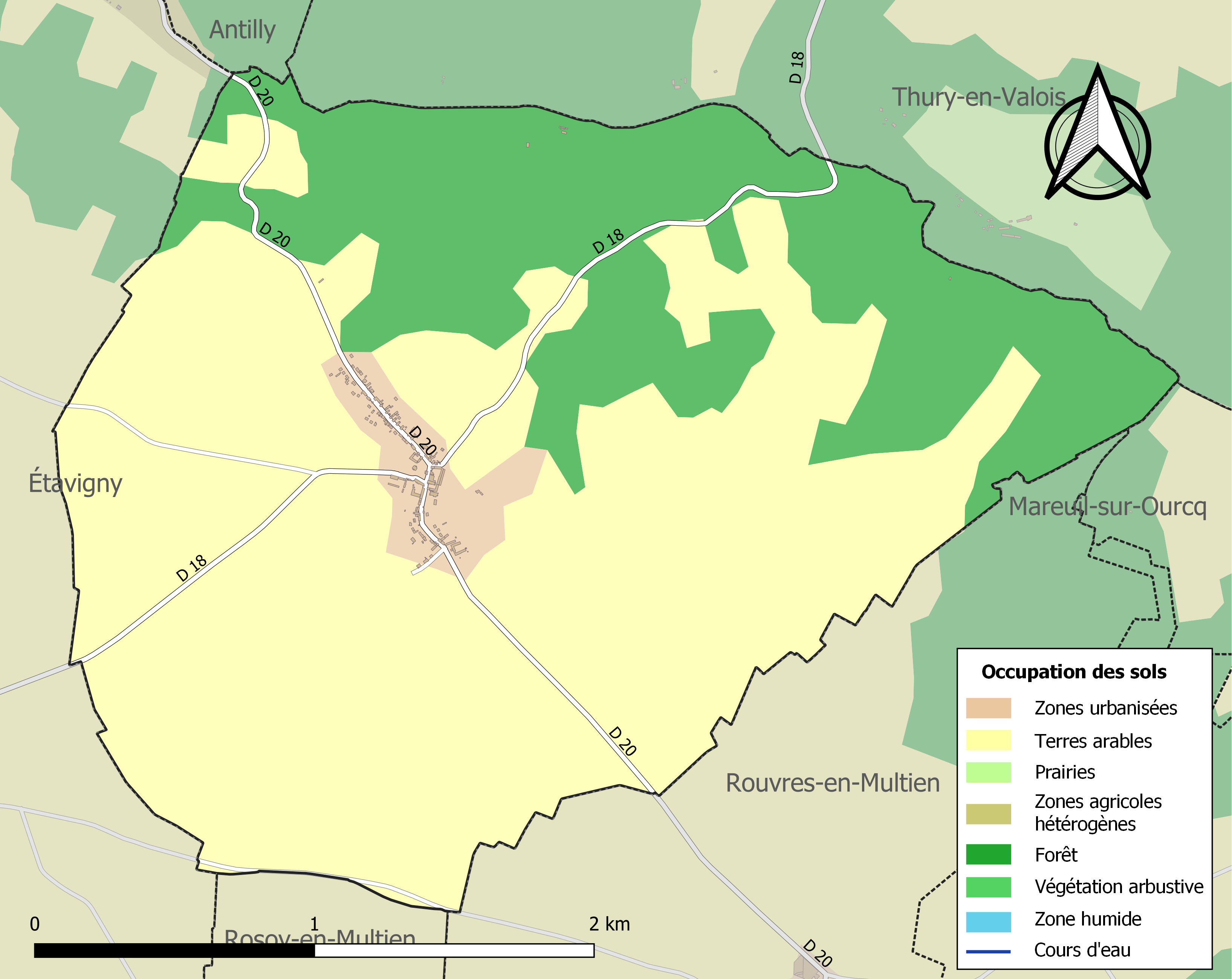
Carte des infrastructures et de l'occupation des sols de la commune en 2018 (CLC).

### Habitat et logement
En 2018, le nombre total de logements dans la commune était de 88, alors qu'il était de 86 en 2013 et de 83 en 2008.
Parmi ces logements, 96,6 % étaient des résidences principales, 2,3 % des résidences secondaires et 1,1 % des logements vacants. Ces logements étaient pour 96,6 % d'entre eux des maisons individuelles et pour 3,4 % des appartements.
Le tableau ci-dessous présente la typologie des logements à Boullarre en 2018 en comparaison avec celle de l'Oise et de la France entière. Une caractéristique marquante du parc de logements est ainsi une proportion de résidences secondaires et logements occasionnels (2,3 %) inférieure à celle du département (2,5 %) mais supérieure à celle de la France entière (9,7 %). Concernant le statut d'occupation de ces logements, 82,6 % des habitants de la commune sont propriétaires de leur logement (82,7 % en 2013), contre 61,4 % pour l'Oise et 57,5 pour la France entière.
| Typologie                                               | Boullarre | Oise | France entière |
| ------------------------------------------------------- | --------- | ---- | -------------- |
| Résidences principales (en %)                           | 96,6      | 90,4 | 82,1           |
| Résidences secondaires et logements occasionnels (en %) | 2,3       | 2,5  | 9,7            |
| Logements vacants (en %)                                | 1,1       | 7,1  | 8,2            |

### Planification de l'aménagement
La commune s'est dotée en 2011 d'un plan local d'urbanisme.

### Voies de communication et transports
La commune est desservie, en 2023, par la ligne 6432 du réseau interurbain de l'Oise.

## Toponymie
Le nom de la localité est attesté sous les formes Boularia (1150) ; de decima sua de Bolorria (vers 1170) ; Johannes dominus de Boulleria (1255) ; Boullearia (vers 1260) ; Boulloire (1263) ; Bouloirre (1263) ; Boulere (1342) ; Boulerria in Meldico (1353) ; Boullars (1430-1460) ; Boulard (1430-1460) ;Boullard et Boulards (1430-1460) ; Boullerria (1513) ; Boulers (1530-1560) ; Boullere (1544) ; Boulers en Mulcien (1667) ; Boullare (1671) ; Boulars (1764) ; Boullarre (1948).
Peut-être du gaulois bolo- « prunelle » et -ó -durum : « forteresse des prunelliers » ou de l'ancien français boul avec attraction du suffixe -aria au XIIe siècle pour désigner des boulaies.

## Histoire
Les vestiges d'un cimetière médiéval a été découvert sur le territoire communal
Louis Graves indiquait que, sous l'Ancien Régime, « Le seigneur de Boullarre était un des quatre vassaux fieffés de l'église de Meaux , obligés de porter l'évêque, de la porte (le la
ville jusqu'à la cathédrale, lors de la première entrée ou installation du prélat. Cet usage qui existait dès les premiers siècles de la monarchie, dans un grand nombre de diocèses, était tombé en désuétude depuis la ligue, et long-terns avant, les fieffés qui étaient quelquefois de très-haute extraction, avaient coutume de se faire représenter. 
Le chapitre de Meaux y avait une prévôté avec haute, moyenne et basse justice ».
En 1851, la commune était propriétaire de sa mairie, de l'école, d'un lavoir, d'un jeu d'arc et de terres non cultivées. Deux carrières étaient mentionnées dans le territoire communal et la population vivait de l'agriculture.
En 1894 est mise en service la ligne d'Ormoy-Villers à Mareuil-sur-Ourcq qui longeait le cours de la Grivette, mais les stations les plus proches étaient celle d'Antilly et la gare de Mareuil-sur-Ourcq. Fermée au trafic voyageurs en 1939, elle a vu circuler des trains de marchandises jusqu'en 2005. Sa plateforme est devenue en 2017 la  Voie verte du Pays de Valois

## Politique et administration

### Rattachements administratifs et électoraux

#### Rattachements administratifs
La commune se trouve dans l'arrondissement de Senlis du département de l'Oise.
Elle faisait partie depuis 1802 du canton de Betz. Dans le cadre du redécoupage cantonal de 2014 en France, cette circonscription administrative territoriale a disparu, et le canton n'est plus qu'une circonscription électorale.

#### Rattachements électoraux
Pour les élections départementales, la commune fait partie depuis 2014 du canton de Nanteuil-le-Haudouin
Pour l'élection des députés, elle fait partie de la quatrième circonscription de l'Oise.

### Intercommunalité
Boullarre est membre de la communauté de communes du Pays de Valois, un établissement public de coopération intercommunale (EPCI) à fiscalité propre créé fin 1996  et auquel la commune a transféré un certain nombre de ses compétences, dans les conditions déterminées par le code général des collectivités territoriales.

### Liste des maires
| Période                                  | Période                       | Identité       | Étiquette | Qualité                        |
| ---------------------------------------- | ----------------------------- | -------------- | --------- | ------------------------------ |
| Les données manquantes sont à compléter. |                               |                |           |                                |
| avant 1988                               |                               | Jean Goniaux   |           |                                |
| Les données manquantes sont à compléter. |                               |                |           |                                |
| mars 2001                                | mars 2008                     | Michel Lemoine | NC        |                                |
| mars 2008                                | mai 2020                      | Philippe Lecot |           | Intérimaire                    |
| mai 2020                                 | En cours (au 2 décembre 2020) | Joël Goniaux   |           | Retraité, fils de Jean Goniaux |

## Équipements et services publics

### Eau et déchets
L'adduction d'eau de la commune est réalisée depuis un point de captage situé dans le fond de la vallée de la Grivette qui alimente le réseau du syndicat d'eau de Boullarre-Étavigny, et dessert ces deux communes. Le château-d'eau est situé à la sortie ouest du village, le long de la RD 18.
En 2009, cette eau était potable mais on y constatait la présence de produits phytosanitaires, en quantité supérieure à la norme mais sans atteindre le seuil d'alerte.

### Enseignement
Les enfants de la commune sont scolarisés avec ceux d'Étavigny, Rouvres-en-Multien, Varinfroy et Neufchelles au sein d'un regroupement pédagogique intercommunal (RPI). L'école de Boullarre accueille des enfants d'âge primaire.

### Culture
La bibliothèque Jean-Goniaux  a été inaugurée le 12 septembre 2020. Son nom a été choisi par les habitants de Boullarre, il s'agit d'un ancien maire du village.
La bibliothèque contient plus de 3 200 ouvrages (romans, littérature jeunesse, magazine...). Elle est située dans la cour de l'école au 17 rue des fontaines. Elle est actuellement gérée par Mélanie Gilles (conseillère municipale) et par Maelle Gilles (bénévole). Cette dernière est ouverte un samedi sur deux (cf site internet en annexe pour avoir accès au calendrier d'ouverture).

## Démographie

### Évolution démographique
L'évolution du nombre d'habitants est connue à travers les recensements de la population effectués dans la commune depuis 1793. Pour les communes de moins de 10 000 habitants, une enquête de recensement portant sur toute la population est réalisée tous les cinq ans, les populations de référence des années intermédiaires étant quant à elles estimées par interpolation ou extrapolation. Pour la commune, le premier recensement exhaustif entrant dans le cadre du nouveau dispositif a été réalisé en 2007.

En 2022, la commune comptait 201 habitants, en évolution de −10,27 % par rapport à 2016 (Oise : +0,87 %, France hors Mayotte : +2,11 %).
| 1793 | 1800 | 1806 | 1821 | 1831 | 1836 | 1841 | 1846 | 1851 |
| ---- | ---- | ---- | ---- | ---- | ---- | ---- | ---- | ---- |
| 205  | 233  | 263  | 236  | 216  | 222  | 228  | 206  | 194  |

| 1856 | 1861 | 1866 | 1872 | 1876 | 1881 | 1886 | 1891 | 1896 |
| ---- | ---- | ---- | ---- | ---- | ---- | ---- | ---- | ---- |
| 185  | 214  | 203  | 209  | 234  | 221  | 181  | 195  | 197  |

| 1901 | 1906 | 1911 | 1921 | 1926 | 1931 | 1936 | 1946 | 1954 |
| ---- | ---- | ---- | ---- | ---- | ---- | ---- | ---- | ---- |
| 192  | 191  | 192  | 150  | 148  | 146  | 164  | 172  | 163  |

| 1962 | 1968 | 1975 | 1982 | 1990 | 1999 | 2006 | 2007 | 2012 |
| ---- | ---- | ---- | ---- | ---- | ---- | ---- | ---- | ---- |
| 145  | 129  | 168  | 169  | 222  | 225  | 227  | 227  | 225  |

| 2017 | 2022 | - | - | - | - | - | - | - |
| ---- | ---- | - | - | - | - | - | - | - |
| 223  | 201  | - | - | - | - | - | - | - |

### Pyramide des âges
La population de la commune est relativement jeune.
En 2018, le taux de personnes d'un âge inférieur à 30 ans s'élève à 35 %, soit en dessous de la moyenne départementale (37,3 %). À l'inverse, le taux de personnes d'âge supérieur à 60 ans est de 17,9 % la même année, alors qu'il est de 22,8 % au niveau départemental.
En 2018, la commune comptait 111 hommes pour 109 femmes, soit un taux de 50,45 % d'hommes, légèrement supérieur au taux départemental (48,89 %).
Les pyramides des âges de la commune et du département s'établissent comme suit.
| Hommes | Classe d’âge | Femmes |
| ------ | ------------ | ------ |
| 0,9    | 90 ou +      | 0,0    |
| 1,8    | 75-89 ans    | 3,6    |
| 16,8   | 60-74 ans    | 12,7   |
| 21,2   | 45-59 ans    | 22,7   |
| 23,0   | 30-44 ans    | 27,3   |
| 15,0   | 15-29 ans    | 16,4   |
| 21,2   | 0-14 ans     | 17,3   |

| Hommes | Classe d’âge | Femmes |
| ------ | ------------ | ------ |
| 0,5    | 90 ou +      | 1,4    |
| 5,5    | 75-89 ans    | 7,6    |
| 15,6   | 60-74 ans    | 16,3   |
| 20,8   | 45-59 ans    | 20     |
| 19,4   | 30-44 ans    | 19,4   |
| 17,6   | 15-29 ans    | 16,2   |
| 20,6   | 0-14 ans     | 19,1   |

## Culture locale et patrimoine

### Lieux et monument
- L'église Saint-Étienne (inscrite aux monuments historiques) date de 1180, avec beaucoup de modifications au niveau de la nef (voûtes Renaissance, adjonction d'un bas-côté, d'une chapelle au XVe siècle et d'un clocher au XVIIe siècle). Très beaux chœur et chevet plat d'origine, romans avec voûtes d'ogives[34],[35].

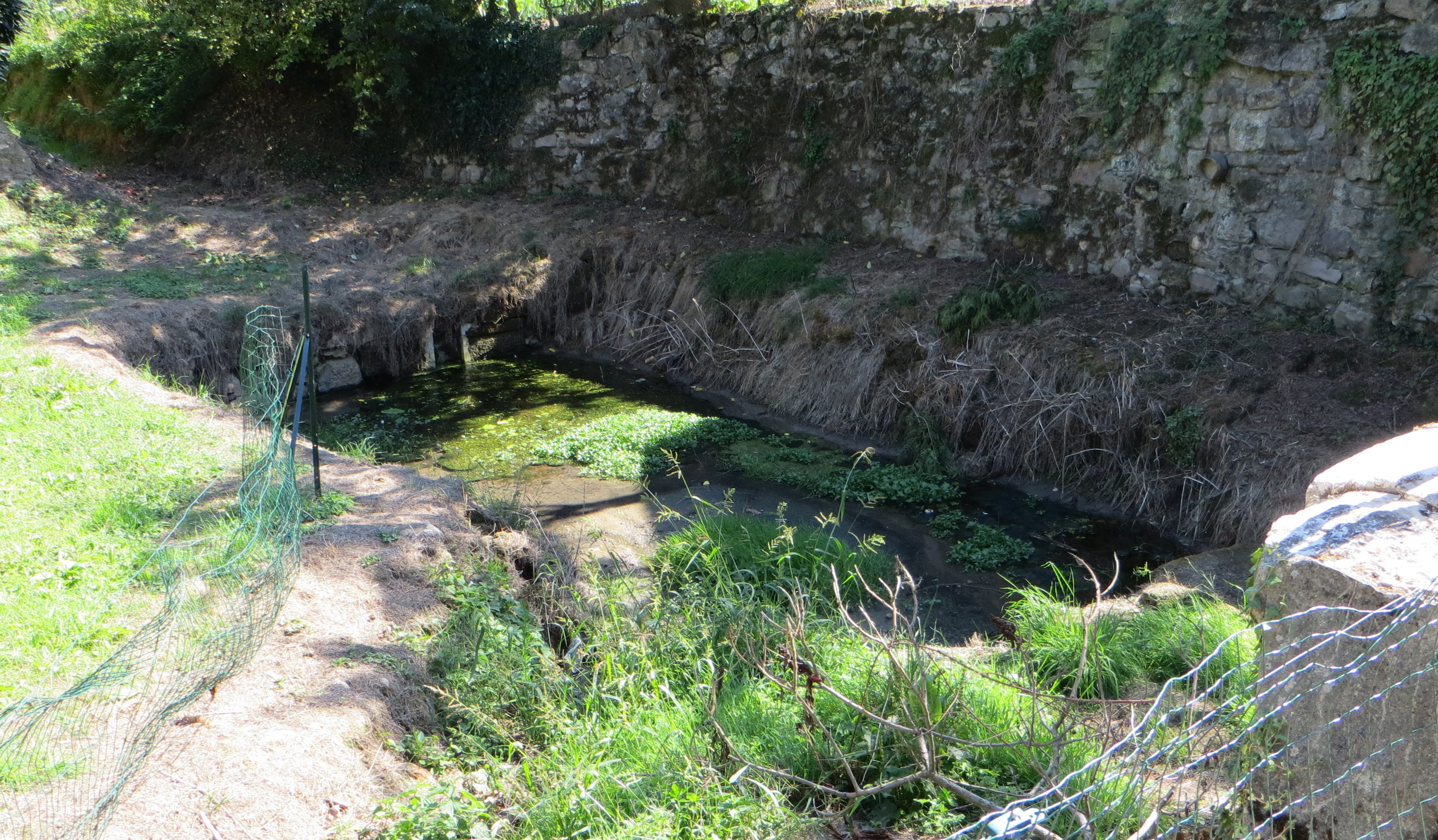
L'ancien lavoir.

- Ancien lavoir.

### Personnalités liées à la commune
- Georges Laugée (1853-1937), artiste peintre, se retire à Boullare, villa Demanne,  vers 1930 pour y vivre les dernières années de sa vie.